# Biłołućk
Biłołućk (ukr. Білолуцьк, ros. Белолуцк) – osiedle typu miejskiego na Ukrainie, w rejonie nowopskowskim, obwodzie ługańskim.

## Historia
Biłołućk założono w 1645 roku, od 1960 roku osiedle typu miejskiego.
W 1989 liczyło 4632 mieszkańców.
W 2013 liczyło 4017 mieszkańców.